# Ligamentos alares
En anatomía, los ligamentos alares son dos ligamentos (izquierdo y derecho) que conectan una protuberancia ósea (apófisis odontoides) en el axis  (segunda vértebra cervical) al lado medial y anterior de los cóndilos occipitales.
Son cordones cortos, resistentes y fibrosos que se adhieren al cráneo y al axis, y funcionan para controlar los movimientos de lado a lado de la cabeza cuando se gira. Debido a su función, los ligamentos alares también se conocen como los "ligamentos de control del odontoides".

## Estructura
Los ligamentos alares son dos fuertes ligamentos de aproximadamente 0,5 cm de diámetro que van desde los lados del agujero occipital del cráneo hasta los antros del axis, la segunda vértebra cervical. Ellos se dirigen casi horizontalmente, creando un ángulo entre ellos de al menos 140 grados.

## Desarrollo
Los ligamentos alares, junto con el ligamento transversal de los atlas, se derivan de la componente axial de la primera esclerotoma cervical.

## Función
La función de los ligamentos alares es limitar la cantidad de rotación de la cabeza.

## Significado clínico
Los ligamentos alares son propensos a la rotura si se aplica una fuerza cuando se flexiona la cabeza en rotación, sobre todo forzada por traumatismos. Si se rompe un ligamento alar, el rango de rotación de la cabeza puede aumentar más allá del límite normal de 20 grados . 
Estos ligamentos pueden calcificarse causando dudas diagnósticas en los estudios por imágenes del cráneo y cuello simulando un fragmento fracturado de la apófisis odontoides.